# Conophis
Conophis är ett släkte av ormar som ingår i familjen snokar. Släktet tillhör underfamiljen Dipsadinae som ibland listas som familj.
Vuxna exemplar är med en längd upp till 100 cm medelstora ormar. De förekommer i Centralamerika och lever i torra skogar, ofta på skogsgläntor eller vid strandlinjer. Individerna jagar främst ödlor och andra ormar. I mindre mått ingår groddjur och små däggdjur i födan. Honor lägger ägg. Arterna är dagaktiva. Deras gifttänder ligger längre bak i käken. Det giftiga bettet kan orsaka lokala svullnader och kraftig ond hos människor.
Arter enligt Catalogue of Life:
- Conophis lineatus
- Conophis morai
- Conophis pulcher
- Conophis vittatus

The Reptile Database infogar Conophis pulcher som synonym i Conophis lineatus.